# Microsoft Cortana
Cortana fue un asistente virtual (actualmente descontinuado) creado por Microsoft para Windows 10, Windows 10 Mobile, Windows Phone 8.1, altavoz inteligente Invoke, Microsoft Band, Xbox One, Windows Mixed Reality, y Amazon Alexa.
Cortana podía establecer recordatorios, reconocer voz natural sin la necesidad de usar el teclado y responder preguntas utilizando información del motor de búsqueda de Bing.
Cortana estaba disponible en inglés, portugués, francés, alemán, italiano, español, chino y japonés, dependiendo de la plataforma de software y la región en la que se utiliza. Cortana competía principalmente contra asistentes como Apple Siri, Google Assistant y Amazon Alexa. Microsoft comenzó a reducir la prevalencia de Cortana y a convertirlo de un asistente en diferentes integraciones de software en 2019. En abril de 2019, Cortana se separó de la barra de búsqueda de Windows 10. En enero de 2020, Microsoft removió las aplicaciones de Cortana para iOS y Android en ciertos mercados, siendo removidas por completo en abril de 2021. En Windows 11 Cortana no está preinstalada.
El 2 de junio de 2023, Microsoft anunció que el soporte para Cortana como aplicación independiente terminaría en Microsoft Windows a finales de 2023, y sería reemplazada por Bing Chat y Copilot. En otoño de 2023 Cortana dejó de recibir soporte en las aplicaciones móviles de Microsoft Outlook y Microsoft 365.

## Historia
Cortana se demostró por primera vez en la Conferencia de desarrolladores de Microsoft BUILD (del 2 al 4 de abril de 2014) en San Francisco. Se ha lanzado como un ingrediente clave del "cambio de imagen" planeado de Microsoft para los futuros sistemas operativos para Windows Phone y Windows.
Lleva el nombre de Cortana, un personaje de inteligencia sintética en la franquicia de videojuegos Halo de Microsoft que se originó en el folclore Bungie, con Jen Taylor, la actriz de voz del personaje, que regresa a la versión específica del personal asistente de los EE. UU.

### Desarrollo
El desarrollo de Cortana comenzó en 2014 en el equipo de productos Microsoft Speech con el gerente general Zig Serafin y el científico en jefe Larry Heck. Heck y Serafin establecieron la visión, la misión y el plan a largo plazo para el asistente personal digital de Microsoft y crearon un equipo con la experiencia para crear los prototipos iniciales de Cortana. Para desarrollar el asistente digital de Cortana, el equipo entrevistó a asistentes personales humanos. Estas entrevistas inspiraron una serie de características únicas en Cortana, incluida la función de "computadora portátil" del asistente. Originalmente Cortana solo pretendía ser un nombre en clave, pero una petición en el sitio UserVoice de Windows Phone que resultó ser popular hizo oficial el nombre en clave.

### Expansión a otras plataformas
En enero de 2015, Microsoft anunció la disponibilidad de Cortana para equipos de escritorio y dispositivos móviles con Windows 10 como parte de la fusión de Windows Phone en el sistema operativo en general.
El 26 de mayo de 2015, Microsoft anunció que Cortana también estaría disponible en otras plataformas móviles. Se estableció una versión de Android para julio de 2015, pero un archivo APK de Android que contenía Cortana se filtró antes de su lanzamiento. Fue lanzado oficialmente, junto con una versión de iOS, en diciembre de 2015.
Durante el E3 2015, Microsoft anunció que Cortana vendría a la Xbox One como parte de una actualización de Windows 10 diseñada universalmente para la consola.

## Cortana en otros servicios
Microsoft ha integrado Cortana en numerosos productos como Microsoft Edge, el navegador incluido con Windows 10. El asistente de Cortana de Microsoft está profundamente integrado en su navegador Edge. Cortana puede encontrar horarios de apertura cuando se encuentra en sitios de restaurantes, mostrar cupones de venta minorista para sitios web o mostrar información meteorológica en la barra de direcciones. En la Worldwide Partners Conference 2015, Microsoft demostró la integración de Cortana con los próximos productos como GigJam. Por el contrario, Microsoft anunció a fines de abril de 2016 que bloquearía cualquier otra cosa que no sea Bing y Edge para que se use para completar las búsquedas de Cortana, lo que nuevamente plantea dudas sobre el comportamiento anticompetitivo de la compañía.
El concepto de "Windows in the car" de Microsoft incluye a Cortana. El concepto hace posible que los conductores realicen reservas en restaurantes y vean lugares antes de ir allí.
En Microsoft Build 2016, Microsoft anunció planes para integrar Cortana en Skype (el servicio de mensajería instantánea de Microsoft) para permitir a los usuarios pedir comida, reservar viajes, transcribir mensajes de video y hacer citas en el calendario a través de Cortana y además de otros bots. A partir de 2016, Cortana puede subrayar ciertas palabras y frases en conversaciones de Skype relacionadas con contactos y corporaciones. Un escritor de Engadget ha criticado la integración de Cortana en Skype solo por responder a palabras clave muy específicas, sintiéndose como si estuviera "chateando con un motor de búsqueda" debido a la manera impersonal en que los bots respondían a ciertas palabras como "Hello" el bot de Bing Music sacó la canción de Adele de ese nombre.
Microsoft también anunció en Microsoft Build 2016 que Cortana podría sincronizar las notificaciones en la nube entre Windows 10 Mobile y el Centro de Acción de Windows 10, así como las notificaciones de los dispositivos Android.
En diciembre de 2016, Microsoft anunció la vista previa de Calendar.help, un servicio que permitió a las personas delegar la programación de reuniones en Cortana. Los usuarios interactúan con Cortana incluyéndola en conversaciones por correo electrónico. Cortana verificaría la disponibilidad de las personas en el Calendario de Outlook o el Calendario de Google, y trabajaría con otras personas en el correo electrónico para programar la reunión. El servicio se basó en la automatización y la computación basada en humanos.
En mayo de 2017, Microsoft en colaboración con Harman Kardon anunció INVOKE, un altavoz activado por voz que presenta Cortana. El altavoz prémium tiene un diseño cilíndrico y ofrece un sonido de 360 grados, la capacidad de realizar y recibir llamadas con Skype y todas las otras funciones actualmente disponibles con Cortana.

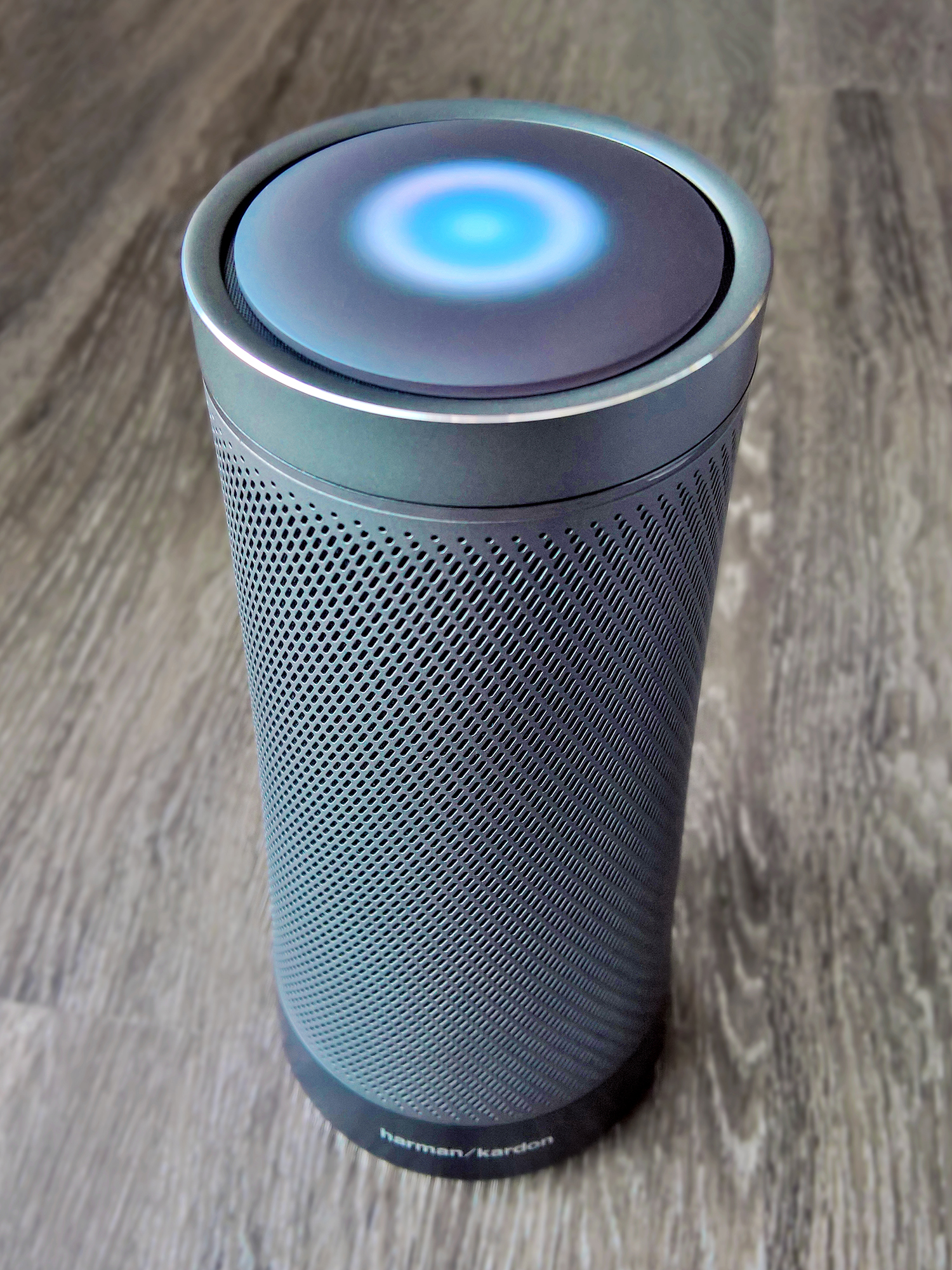
El altavoz Harman Kardon INVOKE, con Cortana

## Funcionalidad
Cortana puede establecer recordatorios, reconocer voz natural sin la necesidad de ingresar el teclado y responder preguntas utilizando información del motor de búsqueda de Bing (por ejemplo, condiciones actuales del clima y del tráfico, puntajes deportivos, biografías). Las búsquedas con Windows 10 solo se realizarán con el motor de búsqueda Microsoft Bing y todos los enlaces se abrirán con Microsoft Edge, excepto cuando se utilice un lector de pantalla como Narrador, donde los enlaces se abrirán en Internet Explorer. Las características Bing SmartSearch universales de Windows 8.1 se incorporan a Cortana, que reemplaza a la aplicación anterior de búsqueda de Bing que se activó cuando un usuario presiona el botón "Buscar" en su dispositivo. Cortana incluye un servicio de reconocimiento de música. Cortana puede simular lanzar dados y lanzar una moneda. "Concert Watch" de Cortana supervisa las búsquedas de Bing para determinar en qué bandas o músicos está interesado el usuario. Se integra con la banda de reloj de Microsoft Band para dispositivos con Windows Phone si está conectado a través de Bluetooth, puede hacer recordatorios y notificaciones telefónicas.
Desde la serie de teléfonos móviles Lumia Denim, lanzada en octubre de 2014, se agregó la escucha activa a Cortana, lo que permite su invocación con la frase: "Hola Cortana"; entonces puede ser controlado como de costumbre. Algunos dispositivos del Reino Unido de O2 han recibido la actualización de Lumia Denim sin la función, pero esto se aclaró posteriormente como un error y Microsoft lo ha solucionado desde entonces.
Cortana se integra con servicios como Foursquare para proporcionar recomendaciones de restaurantes y atracciones locales y LIFX para controlar las bombillas inteligentes.

### Cuaderno
Cortana almacena información personal, como intereses, datos de ubicación, recordatorios y contactos en el "Cuaderno". Puede aprovechar y agregar a esta información para conocer los patrones y comportamientos específicos de un usuario. Los usuarios pueden ver y especificar qué información se recopila para permitir cierto control sobre la privacidad, que se dice que es "un nivel de control que va más allá de los asistentes comparables". Los usuarios pueden eliminar información del "Cuaderno".

### Recordatorios
Cortana tiene un sistema incorporado de recordatorios que, por ejemplo, puede asociarse con un contacto específico; Luego, le recordará al usuario cuando se comunique con ese contacto, posiblemente en un momento específico o cuando el teléfono se encuentre en una ubicación específica. Originalmente, estos recordatorios eran específicos del dispositivo en el que se instaló Cortana, pero desde Windows 10, Microsoft sincroniza los recordatorios en todos los dispositivos.

### Diseño
La mayoría de las versiones de Cortana adoptan la forma de dos círculos animados anidados que se animan para indicar actividades como buscar o hablar. El esquema de color principal incluye un fondo negro o blanco y tonos de azul para los círculos respectivos.

### Misceláneo
Cortana tiene un modo de "no molestar" en el que los usuarios pueden especificar "horas de silencio", como estaba disponible para los usuarios de Windows Phone 8.1. Los usuarios pueden cambiar la configuración para que Cortana llame a los usuarios por sus nombres o apodos. También tiene una biblioteca de "Huevos de Pascua", comentarios predeterminados.
Cuando se le preguntó por una predicción, Cortana predijo correctamente los ganadores de los primeros 14 partidos de la etapa eliminatoria de la Copa Mundial de la FIFA 2014, incluidas las semifinales, antes de elegir incorrectamente a Brasil frente a los Países Bajos en el partido por el tercer puesto. esta racha superó a Pulpo Paul, que pronosticó correctamente los 7 partidos de la Copa Mundial de Fútbol de 2010 de Alemania y la Final. Cortana puede pronosticar resultados en otros deportes como la NBA, la NFL, el Super Bowl, la Copa Mundial de Cricket de la ICC y varias ligas de fútbol europeas. Cortana puede resolver ecuaciones matemáticas, convertir unidades de medida y determinar las tasas de cambio entre monedas.

## Integraciones
Cortana puede integrarse con aplicaciones de terceros en Windows 10 o directamente a través del servicio. A partir de finales de 2016, Cortana se integró con el servicio Wunderlist de Microsoft, lo que permitió a Cortana agregar y actuar sobre los recordatorios.

### Habilidades
En su conferencia Build 2017, Microsoft anunció que Cortana obtendría capacidad de habilidades de terceros, similar a la de Amazon Alexa.
El 16 de febrero de 2018, Microsoft anunció que se agregaron habilidades caseras conectadas para ecobee, Honeywell Lyric, Honeywell Total Connect Comfort, LIFX, TP-Link Kasa y Geeni. También se agregó soporte para IFTTT.

## Preocupaciones sobre la privacidad
Cortana indexa y almacena información del usuario. Puede ser deshabilitado; esto hará que la búsqueda de Windows busque tanto en la Web como en la computadora local, pero esto se puede desactivar. Desactivar Cortana no elimina en sí mismo los datos del usuario almacenados en los servidores de Microsoft, pero puede eliminarse mediante acción del usuario. Microsoft también ha sido criticado por las solicitudes al sitio web de Bing de un archivo llamado "threshold.appcache" que contiene información de Cortana a través de búsquedas realizadas a través del Menú de Inicio, incluso cuando Cortana está desactivado en Windows 10.
A partir de abril de 2014, Cortana estaba inhabilitada para usuarios menores de 13 años.

## Regiones e idiomas
La versión británica de Cortana habla con acento y modismos británicos, mientras que la versión china, conocida como Xiao Na, habla chino mandarín y tiene un icono con una cara y dos ojos, que no se usa en otras regiones.
A partir de 2016, la versión en inglés de Cortana en dispositivos con Windows está disponible para todos los usuarios en los Estados Unidos (inglés americano), Canadá (francés / inglés), Australia, Nueva Zelanda, India y el Reino Unido (inglés británico). Se encuentran disponibles versiones en otros idiomas de Cortana en Francia (francés), China (chino simplificado), Japón (japonés), Alemania (alemán), Italia (italiano), Brasil (portugués), México y España (español). Cortana para Android e iOS también está disponible en los mismos idiomas. A pesar de que Cortana escucha en general la palabra caliente "Hey Cortana", ciertos idiomas usan versiones personalizadas (por ejemplo, "Hola Cortana" para español).
La versión localizada de Cortana en el Reino Unido (inglés) es interpretada por Ginnie Watson, una actriz anglo-francesa, cantante/compositora y artista de doblaje.
La versión localizada de Cortana en los Estados Unidos (inglés) es expresada por Jen Taylor, la actriz de voz que interpreta a Cortana, la tocaya del asistente virtual, en la serie de videojuegos de Halo.
Esta tabla identifica la versión localizada de Cortana actualmente disponible. Excepto donde se indique, esto se aplica a las versiones de Windows Mobile y Windows 10 del asistente.
| Idioma             | Región             | Estado        | Plataformas           |
| ------------------ | ------------------ | ------------- | --------------------- |
| Inglés             | Estados Unidos     | Disponible    | Windows, Android, iOS |
| Inglés             | Reino Unido        | Disponible    | Windows, Android      |
| Inglés             | Canadá             | Disponible    | Windows, Android, iOS |
| Inglés             | Australia          | Disponible    | Windows, Android, iOS |
| Inglés             | Nueva Zelanda      | No disponible | Windows, Android, iOS |
| Inglés             | India              | Disponible    | Windows               |
| Francés            | Francia            | Disponible    | Windows               |
| Francés            | Canadá             | Disponible    | Windows               |
| Alemán             | Alemania           | Disponible    | Windows               |
| Italiano           | Italia             | Disponible    | Windows               |
| Español            | España             | Disponible    | Windows               |
| Español            | México             | Disponible    | Windows               |
| Chino tradicional  | República de China | No disponible |                       |
| Chino tradicional  | Hong Kong          | No disponible |                       |
| Chino tradicional  | Macao              | No disponible |                       |
| Chino simplificado | China              | Disponible    | Windows, Android, iOS |
| Portugués          | Brasil             | Disponible    | Windows               |
| Japonés            | Japón              | Disponible    | Windows, iOS          |
| Ruso               | Rusia              | No disponible | Windows, iOS          |

## Tecnología
Las capacidades de procesamiento de lenguaje natural de Cortana se derivan de Tellme Networks (comprado por Microsoft en 2007) y se combinan con una base de datos de búsqueda semántica llamada Satori.

## Actualizaciones
Las actualizaciones de Cortana se entregan de forma independiente a las del sistema operativo principal de Windows Phone, lo que permite a Microsoft proporcionar nuevas funciones a un ritmo más rápido. No todas las funciones relacionadas con Cortana se pueden actualizar de esta manera, ya que algunas características como "Hola Cortana" requieren el servicio de actualización de Windows Phone y la tecnología Qualcomm Snapdragon SensorCore.

## Fin de soporte

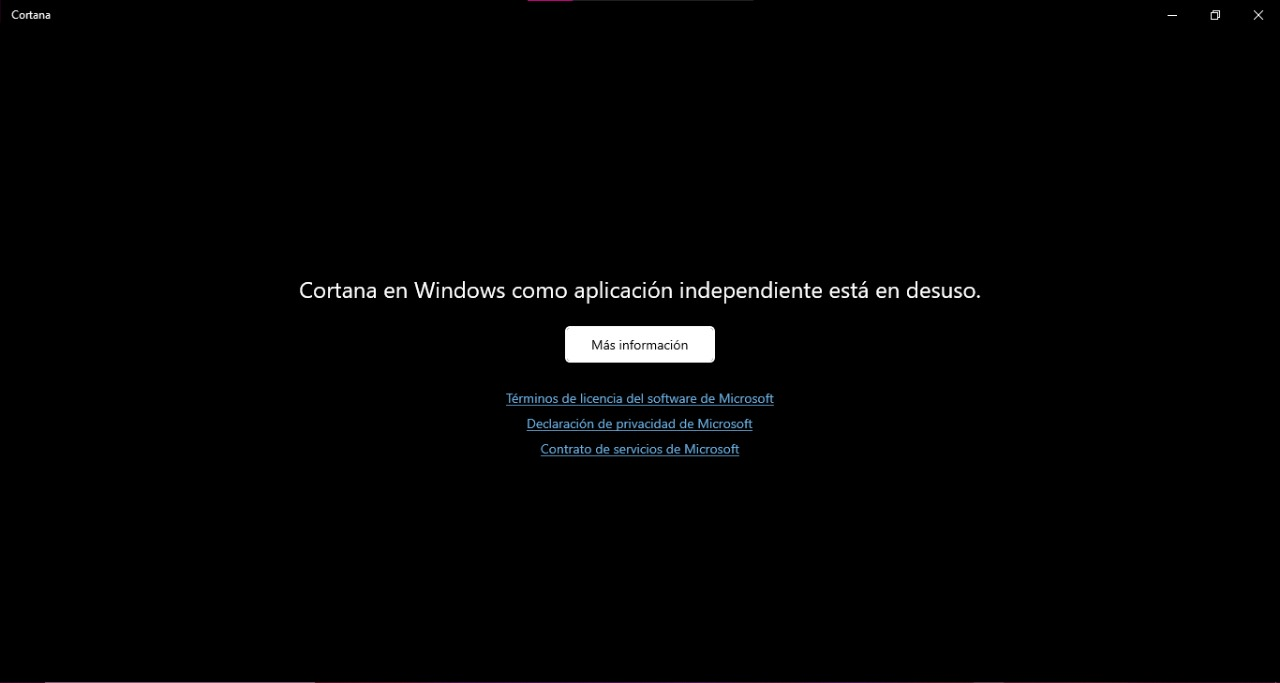
Mensaje de descontinuación de Cortana

Según los resultados de la búsqueda web, la última actualización de Cortana en Windows 11 fue en agosto de 2023, cuando se anunció que la aplicación Cortana como tal dejaría de tener soporte y daría paso a Microsoft Copilot, la nueva inteligencia artificial de la compañía . Cortana seguirá disponible en algunas aplicaciones móviles de Microsoft, como Outlook, Teams y Teams Rooms.